# Droogpistool van Abderhalden

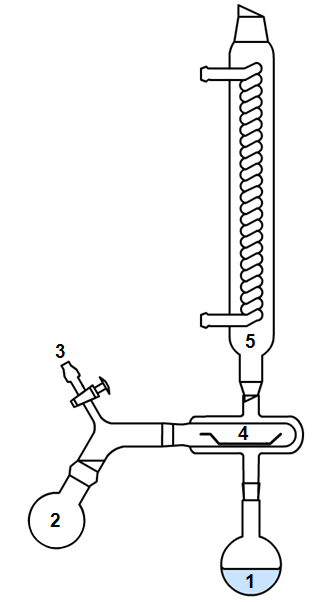
Voorstelling van het droogpistool van Abderhalden:
1. Kolf met oplosmiddel
2. Kolf met droogmiddel
3. Verbinding naar de vacuümpomp
4. Te drogen product
5. Koeler

Het droogpistool van Abderhalden is een stuk laboratoriumglaswerk dat gebruikt wordt om producten te zuiveren van water of andere vluchtige onzuiverheden (meestal oplosmiddel). De opstelling werd voor het eerst beschreven in een boek van de Zwitserse biochemicus Emil Abderhalden. Het droogpistool is in staat om het monster te drogen bij hogere temperaturen. Dit is vooral erg interessant wanneer een gewone desiccator niet het gewenste resultaat geeft bij kamertemperatuur. 

## Opbouw
Het droogpistool van Abderhalden bestaat uit twee concentrische glazen buizen, waarvan de binnenste is verbonden met een vacuümpomp en een rondbodemkolf met een geschikt droogmiddel. De buitenste glazen buis is verbonden met een andere rondbodemkolf en een koeler. In de binnenste buis wordt een hoeveelheid van het te drogen product gebracht en de buis wordt geëvacueerd. De rondbodemkolf wordt gevuld met een hoeveelheid geschikt oplosmiddel en wordt verhit tot het oplosmiddel begint te koken. De hete damp die hierbij ontstaat, komt in contact met de binnenste buis en verwarmt deze. Op die manier worden de vluchtige componenten uit het monster verdreven. De damp van het oplosmiddel wordt gecondenseerd door de koeler. Door een geschikte keuze van het oplosmiddel in de kolf kan de droogtemperatuur al naargelang worden aangepast. 
Het type droogmiddel hangt af van het type vluchtige component. Water wordt verwijderd met fosforpentaoxide, zure gassen met kalium- of natriumhydroxide en organische oplosmiddelen met paraffine. Natte gassen (gassen met een hoog percentage waterdamp) kunnen gedroogd worden op geconcentreerd zwavelzuur.